# Paradelia setiventris
Paradelia setiventris är en tvåvingeart som först beskrevs av Huckett 1965.  Paradelia setiventris ingår i släktet Paradelia och familjen blomsterflugor. Inga underarter finns listade i Catalogue of Life.